# Jim Beaver
James Norman Beaver Jr. (Laramie, Wyoming, 12 de Agosto de 1950), mais conhecido como Jim Beaver, é um ator norte-americano, mais conhecido por interpretar Whitney Ellsworth na série de televisão Deadwood, Bobby Singer em Supernatural, e o Xerife Charlie Mills em Harper's Island.

## Filmografia
- The Boys ( 2019-2022) - Robert A. Singer
- The Ranch (2017 - 2019) - Chuck
- Better Call Saul (2016) - Lawson
- A Colina Escarlate (2015) - Carter Cushing
- Mike & Molly (2013) - Dwight
- The Middle (série) (2013) - Eddie Stokes
- Dexter (2012) - Clint Mckay
- Breaking Bad (2011 - 2012) - Lawson
- Justified (série) (2011 - 2013) - Shelby Parlow
- The Mentalist (2010) - Cobb Howell
- Lie to Me (série de televisão) (2010) - Gus
- Law & Order: Los Angeles (2010) - Frank Loomis
- Harper's Island (2009) - Xerife Charlie Mills
- Psych (2009) - Stinky Pete Dillingham
- O Vidente (2007) - Diretor da ANS americana, Wisdom
- Criminal Minds (2007) - Xerife Williams
- John from Cincinnati (2007) - Vietnam Joe
- Amor Imenso (2007) - Carter Reese
- Day Break (2007) - 'Uncle' Nick Vukovic
- CSI - Investigação Criminal (2006) - Stanley Tanner
- The Unit (2006) - Lloyd Cole
- Supernatural (2006 - 2015/ participação em 2017) - Bobby Singer
- Deadwood (2004 - 2006) - Whitney Ellsworth
- Monk (2004) - Sheriff Ronald Mathis
- Crossing Jordan (2004) - Ranger Diggory
- The Lyon's Den (2003) - Hank Ferris
- A Sete Palmos (2003) - Prison Officer
- A Vida de David Gale (2003) - Duke Groover
- Adaptação (2002) - Ranger Tony
- West Wing: Nos Bastidores do Poder (2001) - Carl
- Star Trek: Enterprise (2001) - Admiral Daniel Leonard
- Perseguição - A Estrada da Morte (2001) - Xerife Ritter
- The Division (2001) - Fred Zito
- De Volta aos Anos 70 (2001) - Tony
- The Trouble With Normal (2000 - 2001) - Gary
- Where the Heart Is (2000) - Clawhammer
- Magnólia (1999) - cliente do Smiling Peanut
- Arquivo X (1999) - Coroner
- 3rd Rock from the Sun (1998 - 1999) - Happy Doug
- At Sachem Farm (1998) - Foreman
- Melrose Place (1998) - Ranger Virgil
- NYPD Blue (1997) - Jesus Christ / Truck Driver
- Days of our Lives (1996 - 1997; 2000; 2002 - 2004) - Father Timothy Jansen #2
- Home Improvement (1995) - Duke Miller
- Quatro Mulheres e um Destino (1994) - Pinkerton Detective Graves
- Blue Chips (1994)
- Gerônimo - Uma Lenda Americana (1993) - Oficial da Proclamação
- Lois & Clark - As Novas Aventuras do Superman (1993) - Henry Barnes
- Invasão de Privacidade (1993) - Detetive Ira
- Mudança de Hábito - Detetive Clarkson
- Uma Dupla Quase Perfeita (1989)
- The Young and the Restless (1985; 1999 - 2000)
- Silkwood - O Retrato de uma Coragem (1983)
- A Disputa dos Sexos (1977) - Membro da B.E.A.T